# Украинский центральный комитет

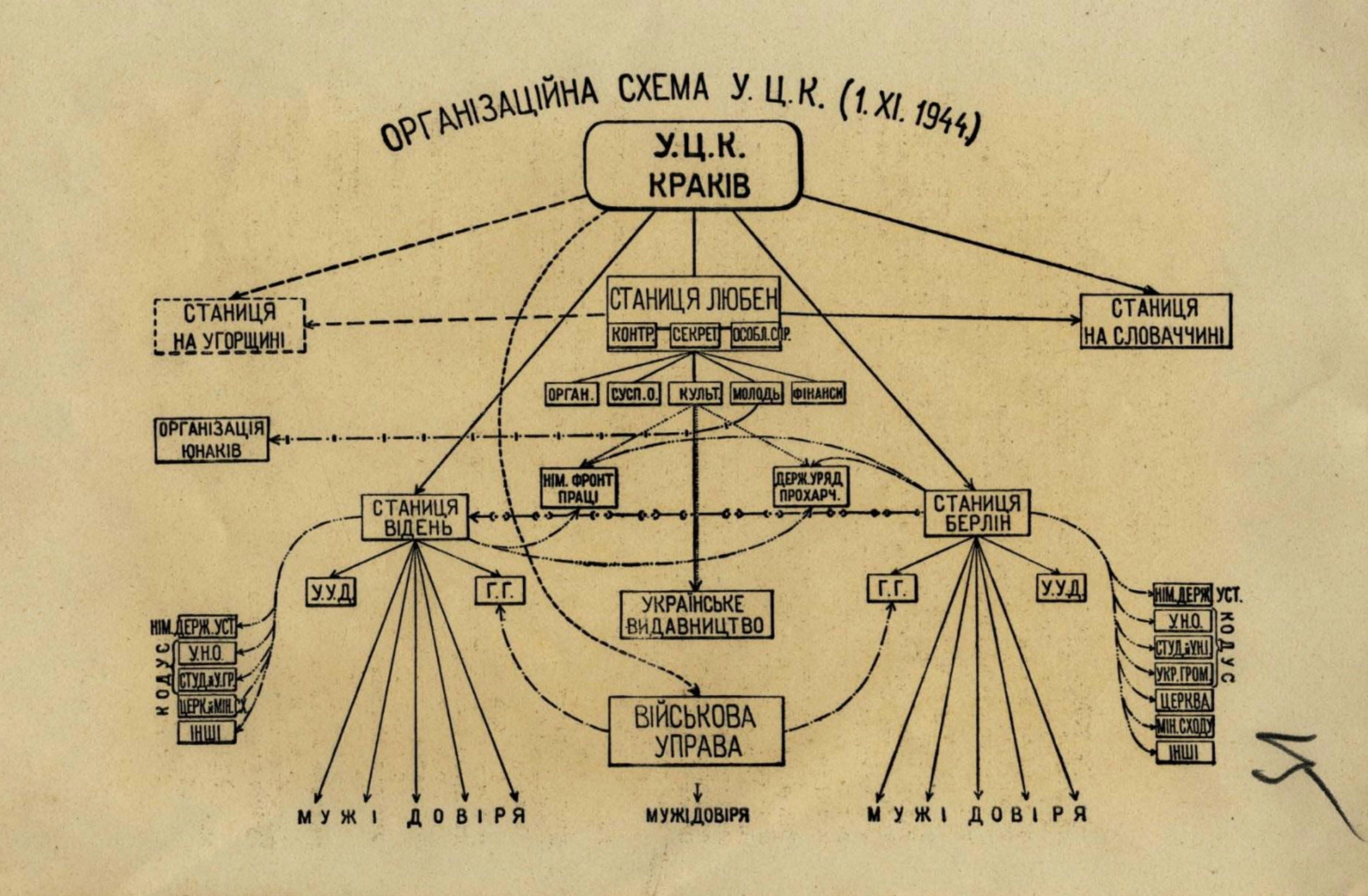
Организационная схема УЦК (из «Вестника Украинского центрального комитета», 1945)

Украи́нский центра́льный комите́т, укр. Український Центральний Комітет (УЦК) — общественно-политическая организация украинских коллаборационистов, представлявшая в 1939—1945 гг. их интересы на территории Генерал-губернаторства, созданного немецкой оккупационной властью на территории бывшей Польши.

Пропагандистская виньетка УЦК - Ченстохова

Штаб-квартира УЦК находилась в Кракове. Главой УЦК в течение всего периода его существования был В. Кубийович. Деятельность и структура УЦК определялись оккупационной политикой. УЦК участвовал в формировании дивизии СС «Галичина». Финансировался УЦК в основном из бюджета Генерал-губернаторства. Деятельность УЦК поддержал митрополит Андрей Шептицкий.
В 1944—1945 гг. был создан т. наз. Украинский национальный комитет под руководством бригадефюрера (генерал-майора) войск СС П. Шандрука и происходил процесс постепенного переподчинения ячеек УЦК новообразованному органу, который, однако, утратил смысл существования в связи с поражением Германии.